# Domenico Mariani
Domenico Mariani (3 de abril de 1863 - 23 de abril de 1939) foi um cardeal da Igreja Católica Romana e foi presidente da Administração do Patrimônio da Sé Apostólica .
Domenico Mariani nasceu em Posta , Itália. Ele foi educado no Liceu "Angelo Mai", Roma e mais tarde no Pontifício Seminário Romano , em Roma. Foi ordenado em 18 de dezembro 1886 e começou o trabalho pastoral na Diocese de Roma até 1900. Ele foi Canon da Basílica do Vaticano até 1917 e foi criado Privy Chamberlain de Sua Santidade em 30 de setembro de 1914. Ele serviu como secretário da Comissão cardinalício para o Administração das Propriedades da Santa Sé de 1917. Ele foi elevado ao nível do Prelado Nacional de Sua Santidade em 26 de janeiro de 1917.

## Cardinalizado
Ele foi criado e proclamado cardeal-diácono de S. Cesareo em Palatio no consistório de 16 de dezembro de 1935 pelo Papa Pio XI . Dois dias depois, ele foi nomeado Presidente da Administração da Propriedade da Santa Sé, que desde então foi renomeada para Administração do Patrimônio da Sé Apostólica . Ele participou do conclave de 1939 que elegeu o Papa Pio XII . Ele morreu em abril de 1939 e está enterrado no cemitério Campo Verano .